# Diastictis albovittalis
Diastictis albovittalis is een vlinder uit de familie van de grasmotten (Crambidae). De wetenschappelijke naam van de soort is voor het eerst gepubliceerd in 1956 door Eugene Gordon Munroe.
De soort komt voor in  Mexico (Puebla).